# Oneca Garcés de Pampelune
Oneca Garcés de Pampelune est une comtesse d'Aragon au IXe siècle.
Elle est fille de García Ier Íñiguez, roi de Pampelune et d'Urraca.
Elle épouse Aznar II Galíndez, comte d'Aragon et donne naissance à :
- Galindo II Aznárez, comte d'Aragon († 923) ;
- García Aznárez ;
- Sancha Aznárez, mariée à Muhammad al-Tawil (en), wāli (en) de Huesca.